# 相公 (陳)
相公（そうこう）は、西周の諸侯である陳の君主。姓は嬀、名は皋羊。胡公の子として生まれた。兄の申公の後をうけて陳国の君主となった。